# Mansur Isaev
Pour les articles homonymes, voir Issaïev.
Mansur Isaev (en russe : Мансур Мустафаевич Исаев, Mansour Moustafaïevitch Issaïev) est un judoka russe né le 23 septembre 1986 à Kiziliourt.
Après avoir remporté une médaille de bronze aux championnats du monde en 2009, il obtient la médaille d'or aux Jeux olympiques de Londres en 2012 dans la catégorie des moins de 73 kg en battant le japonais Riki Nakaya.

## Palmarès
- Jeux olympiques d'été :
  - Jeux olympiques de 2012 à Londres :
    -  Médaille d'or en judo homme -73 kg.
- Championnats du monde :
  - Championnats du monde 2009 à Rotterdam :
    -  Médaille de bronze en judo homme -73 kg.